# Rantasaari (ö i Birkaland, Tammerfors)
Rantasaari är en ö i Finland. Den ligger i sjön Vesijärvi och i kommunen Kangasala i den ekonomiska regionen Tammerfors och landskapet Birkaland, i den södra delen av landet, 160 km norr om huvudstaden Helsingfors. Öns area är 0,4 hektar och dess största längd är 90 meter i öst-västlig riktning.